# Maurice Dobb
Maurice Herbert Dobb (* 24. Juli 1900 in London; † 17. August 1976 in Cambridge) war ein britischer marxistischer Wirtschaftswissenschaftler. Von 1924 bis zu seinem Tod 1976 lehrte er an der Universität Cambridge, bis 1959 als Lecturer, danach als Reader; ab 1948 war er dort auch Fellow des Trinity College.

## Leben
Geboren in London, besuchte er das Pembroke College (Cambridge) ab 1919 mit Hilfe eines Stipendiums und studierte Geschichtswissenschaft. Nach einem Jahr wechselte er jedoch das Studienfach und studierte nunmehr Wirtschaftswissenschaft. In den Jahren 1921 und 1922 absolvierte er die Classical honours tripos (ein Cambridge-spezifisches dreijähriges Studium der klassischen Literatur). Nachdem er zwei Jahre lang an der London School of Economics eine Stelle als Forscher innehatte und den Grad eines PhD erlangt hatte, kehrte er nach Cambridge zurück, wo er 1924 eine Stelle als Lecturer bekam. In dieser Funktion unterrichtete er auch an seinem alten College.
Nach der Scheidung von seiner ersten Ehefrau Phyllis und der Hinwendung zum Marxismus wurde ihm die Befugnis entzogen, am gemeinsamen Essen teilzunehmen, auch wandten sich seine Studenten von ihm ab. Jedoch fand Dobb bald eine Stelle am Trinity College, mit dem er 50 Jahre lang verbunden war, obwohl er erst 1948 Fellow und erst 1959 zum Reader ernannt wurde.
Dobb, der 1920 der Communist Party of Great Britain beigetreten war, war der Mittelpunkt der sich in den 1930ern entfaltenden kommunistischen Bewegung an der Universität. Einer von denen, die er für die Partei warb, war Kim Philby, später ein hochangesiedelter „Maulwurf“ im britischen Geheimdienst. Man sagt Dobb nach, er habe zahlreiche fähige Mitarbeiter für die Komintern angeworben.
1971 wurde er zum Mitglied (Fellow) der British Academy gewählt.

## Das theoretische Werk
Dobb war ein Wirtschaftswissenschaftler, dessen Hauptanliegen die Interpretation der neoklassischen Theorie von einem marxistischen Standpunkt aus war. Er beteiligte sich an der Debatte um die Wirtschaftsrechnung im Sozialismus, insbesondere kritisierte er Marktmodelle auf der Basis kapitalistisch-marktwirtschaftlicher, sozialistisch-planwirtschaftlicher oder marktsozialistischer Vorstellungen auf der Grundlage eines neoklassischen Gleichgewichts. Dobb kritisierte Oskar Lange und sein marktsozialistisches Modell sowie die Beiträge „neo-klassischer“ Sozialisten wegen ihrer „Verengung des Blickwinkels auf Austauschrelationen“ (Economists and the Economics of Socialism, 1939.)
Zahlreiche seiner Werke sind in andere Sprachen übersetzt worden. Seine kurze Introduction to Economics wurde ins Spanische übersetzt von dem mexikanischen Intellektuellen Antonio Castro Leal für den bedeutenden mexikanischen Verlag Fondo de Cultura Economica und erlebte mehr als zehn Auflagen.
Für Dobb bestehen die zentralen ökonomischen Herausforderungen für den Sozialismus darin, die Dynamik von Produktion und Investitionen richtig zu steuern. Er machte drei Hauptvorteile einer Planwirtschaft aus: vorhergehende Koordinierung, die Berücksichtigung externer Effekte und die Möglichkeit von Planungsvariablen.

### Vorgehende Koordinierung
Eine Planwirtschaft erfordert eine vorhergehende Koordinierung der Wirtschaftsbereiche. Im Gegensatz dazu behandelt eine Marktwirtschaft die Akteure als Atome, deren Entscheidungen keine gesicherten Informationen zugrunde liegen. Es besteht ein Mangel an Informationen, der oft zu einem Ungleichgewicht führt, das wiederum nur ex post vom Markt korrigiert werden kann, was Vergeudung von Ressourcen mit sich bringt. Ein Vorteil vorhergehender Planung besteht in der Beseitigung dieser Unsicherheit – jedenfalls bis zu einem bestimmten Grad – durch koordiniertes und vereinheitlichtes Sammeln von Informationen und eine Entscheidungsbildung, die der Inanspruchnahme von Ressourcen vorausgeht.

### Externe Effekte
Dobb war einer der ersten Wissenschaftler, die die Bedeutung externer Effekte für eine Marktwirtschaft erkannten. In einer Marktwirtschaft trifft jeder Akteur Entscheidungen auf der Grundlage begrenzter Informationen, wobei weiterreichende soziale Auswirkungen von Produktion und Konsumtion außer Acht gelassen werden. Wenn es externe Effekte in einem signifikanten Umfang gibt, werden diejenigen Informationen unwirksam, die Aussagen über Marktpreise enthalten, so dass diese Preise die echten sozialen Opportunitätskosten nicht widerspiegeln. Entgegen den landläufigen Annahmen von Mainstream-Ökonomen sind signifikante externe Effekte in modernen Marktwirtschaften überall wirksam. Eine Planung, die miteinander verknüpfte Entscheidungen koordiniert, bevor diese in die Praxis umgesetzt werden, kann einer größeren Zahl von sozialen Auswirkungen Rechnung tragen. Dies hat wichtige Auswirkungen auf eine effiziente Industrieplanung, einschließlich Entscheidungen in Bezug auf die externen Effekte einer ungleichmäßigen Entwicklung verschiedener Wirtschaftssektoren, in Bezug auf externe Effekte bei öffentlichen Arbeiten und bei der Entwicklung junger Industrien. Hinzu kommen die viel beachteten negativen Auswirkungen auf die Umwelt.

### Variablen der Planung
Berücksichtigt man den gesamten Komplex der in Betracht kommenden Faktoren, dann wird klar, dass nur eine Planung, die eine vorhergehende Koordinierung einschließt, eine reibungslose Zuweisung der Ressourcen ermöglicht, denn vieles, das in einem statischen Modell als Daten erscheint, kann in einem Planungsprozess als Variable gehandhabt werden. Als Beispiele seien angeführt: die Investitionsrate, die Verteilung der Investitionen auf Kapital und Konsum, die Wahl der geeigneten Produktionstechnik, der geographischen Verteilung der Investitionen, die Festlegung der relativen Wachstumsraten der Sektoren Transport, Brennstoff, Energie und Landwirtschaft im Verhältnis zum Wachstum der Industrie, das Tempo der Einführung neuer Produkte, die Auswahl, welche neuen Produkte eingeführt werden, der Grad der Standardisierung der Produktion und ihrer Vielfalt je nach der Stufe, auf der sich die Volkswirtschaft befindet.

## Schriften
- Capitalist Enterprise and Social Progress, 1925
- Russian Economic Development since the Revolution, 1928
- Wages, 1928
- "Economic Theory and the Problems of a Socialist Economy", 1933, EJ.
- Political Economy and Capitalism: Some essays in economic tradition, 1937
- Marx as an Economist, 1943
- Studies in the Development of Capitalism, 1946
  - deutsch: Die Entwicklung des Kapitalismus vom Spätfeudalismus bis zur Gegenwart, übersetzt von Franz Becker, Kiepenheuer & Witsch, Köln 1970.
- Soviet Economic Development Since 1917, 1948
- Some Aspects of Economic Development, 1951
- On Economic Theory and Socialism, 1955
- Wages, 1956
  - deutsch: Der Lohn, EVA, Frankfurt a. M. 1970
- An Essay on Economic Growth and Planning, 1960
  - deutsch: Ökonomisches Wachstum und Planung, übersetzt von Erwin Weissel, Europäische Verlagsanstalt, Frankfurt am Main 1960.
- Papers on Capitalism, Development and Planning, 1967
- Zur politischen Ökonomie des „Kapitals“. In: Marxistische Blätter. Sonderheft 2/1967. Marxistische Blätter 1967, S. 30–36.
- Welfare Economics and the Economics of Socialism, 1969
- "The Sraffa System and Critique of the Neoclassical Theory of Distribution", 1970, De Economist
- Socialist Planning: Some problems. 1970
- Theories of Value and Distribution Since Adam Smith, 1973
  - deutsch: Wert- und Verteilungstheorien seit Adam Smith: eine nationalökonomische Dogmengeschichte, übersetzt von Cora Stephan, Suhrkamp, Frankfurt a. M. 1977, ISBN 3-518-10765-8
- "Some Historical Reflections on Planning and the Market", 1974, in Abramsky (Hrsg.), Essays in Honour of E.H.Carr, London, Macmillan Press

- Aufsatz im Sammelband An Outline of Modern Knowledge, redigiert von William Rose und herausgegeben von Victor Gollancz, 1931, zusammen mit anderen wissenschaftlichen Autoritäten der damaligen Zeit wie Roger Fry, C. G. Seligman, F. J. C. Hearnshaw, und G. D. H. Cole.

## Sekundärliteratur
- Eric Hobsbawm: Maurice Dobb. In: C. H. Feinstein: Socialism, Capitalism and Economic Growth: Essays Presented to Maurice Dobb. Cambridge University Press, Cambridge 1967, S. 1–9.
- Harvey J. Kaye: The British Marxist Historians. 2., erweiterte Ausgabe mit einem Vorwort von Eric Hobsbawm. Macmillan, Basingstoke 1995, ISBN 0333662423 [Erstausgabe: Polity, Cambridge 1984].
- David Ormrod: Agrarian Capitalism and Merchant Capitalism: Tawney, Dobb, Brenner and Beyond. In: Jane Whittle (Hrsg.): Landlords and Tenants in Britain, 1440-1660: Tawney's Agrarian Problem Revisited. Boydell Press, Woodbridge 2013, ISBN 9781299789531, S. 200–215.
- Timothy Shenk: Maurice Dobb: Political Economist. Palgrave Macmillan, New York 2013, ISBN 9781137297013.
- Willie Thompson: Setting an Agenda: Thomson, Dobb, Hill and the Communist Party Historians. Socialist History Society, London 2012, ISBN 9780955513855.
- Ronald L. Meek: Maurice Herbert Dobb, 1900–1976. In: Proceedings of the British Academy. Band 63, 1978, S. 333–344 (thebritishacademy.ac.uk [PDF]).